# Michail Artemjewitsch Parsegow
Michail Artemjewitsch Parsegow (russisch Михаил Артемьевич Парсегов; * 3. Junijul. / 15. Juni 1899greg. in Gouvernement Jelisawetpol, Russisches Kaiserreich; † 26. April 1964 in Leningrad) war ein sowjetischer Offizier und zuletzt Generaloberst der Sowjetarmee.

## Leben
Michail Artemjewitsch Parsegow wurde im Dorf Madatkent im heutigen Bergkarabach geboren und war ursprünglich Bauer. Im Ersten Weltkrieg diente er in der Kaiserlich Russischen Armee an der Kaukasusfront und trat 1918 in die Rote Armee sowie in die Kommunistische Partei der Sowjetunion (KPdSU) ein. Er nahm am Russischen Bürgerkrieg (17. Mai 1918 bis 25. Oktober 1922) teil und fand im Anschluss zahlreiche Verwendungen innerhalb der Roten Armee. Er war 1936 Absolvent der Militärakademie „Michail Wassiljewitsch Frunse“ und zwischen Mai 1936 und Juli 1937 Kommandeur des 69. Schweren Artillerieregiments sowie im Anschluss von Juli 1937 bis Dezember 1939 Kommandeur der Artillerie des Leningrader Militärbezirks und wurde als solcher am 22. Februar 1938 zum Brigadekommandeur (KomBrig) sowie am 5. November 1939 zum Divisionskommandeur (KomDiv) befördert. Daraufhin war er im Zweiten Weltkrieg während des Sowjetisch-Finnischen Krieges (30. November 1939 bis zum 13. März 1940), des sogenannten „Winterkrieges“, zwischen Dezember 1939 und April 1940 Kommandeur der Artillerie der in Finnland eingesetzten 7. Armee unten den Oberbefehlshabern Generalleutnant Kirill Afanassjewitsch Merezkow (9. Dezember 1939 bis 28. Januar 1940) beziehungsweise Generalleutnant Filipp Danilowitsch Gorelenko (28. Januar 1940 bis 24. September 1941). Nach Beendigung des Winterkrieges wurde er am 21. März 1940 zum Held der Sowjetunion ernannt und zum Korpskommandeur (KomKor) befördert, woraufhin er bis zum 14. Juni 1941 Generalinspekteur der Artillerie war. Er erhielt am 4. Juni 1940 den neuen Dienstgrad als Generalmajor der Waffengattung Artillerie und war vom 14. bis 22. Juni 1941 kurzzeitig Kommandeur der Artillerie des Kiewer Sondermilitärbezirks.
Ab 22. Juni 1941, zu Beginn des Deutsch-Sowjetischen Krieges, war Parsegow bis zum 5. März 1942 Kommandeur der Artillerie der Südwestfront, die unmittelbar nach dem deutschen Überfall auf die Sowjetunion aus dem Kiewer Besonderen Militärbezirk gebildet wurde. Zugleich war er in Personalunion vom 24. Dezember 1941 bis zum 5. März 1942 stellvertretender Oberkommandierender dieser Front. Er nahm in dieser Zeit an der Barwenkowo-Losowajaer Operation (18. bis 31. Januar 1942) teil und wurde am 5. März 1942 Nachfolger von Generalleutnant Kusma Petrowitsch Podlas als Oberbefehlshaber der 40. Armee, die während der Sommeroffensive der Wehrmacht, dem sogenannten „Fall Blau“ (28. Juni bis November 1942) zum Einsatz kam. Den Posten als Oberbefehlshaber behielt er bis zum 3. Juli 1942 inne und wurde daraufhin von Generalleutnant Markian Michailowitsch Popow abgelöst. Daraufhin war er selbst wiederum zwischen Juli 1942 und August 1945 sowohl stellvertretender Oberkommandierender der Fernostfront sowie zugleich Kommandeur der Artillerie dieser Front. Im Anschluss fungierte er von August bis Oktober 1945 als stellvertretender Oberkommandierender sowie zugleich als Kommandeur der Artillerie der 2. Fernostfront, die in der Schlussphase des Zweiten Weltkrieges im Sommer 1945 im Raum nördlich des Amur sowie auf Kamtschatka gebildet und gegen das Kaiserreich Japan eingesetzt wurde.
Nach Ende des Zweiten Weltkrieges war Michail Parsegow zwischen Oktober 1945 und Juni 1946 stellvertretender Oberkommandierender und Kommandeur der Artillerie des Fernöstlichen Militärbezirks und befand sich im Anschluss von Juni bis September 1946 in einer Wartestellung zur besonderen Verfügung des Oberkommandierenden der Artillerie, ehe er von September 1946 bis März 1947 stellvertretender Kommandeur der Artillerie der Nordgruppe der Sowjetarmee war. Von März 1947 bis Juni 1948 absolvierte er die Höhere Militärakademie der Sowjetarmee „Kliment Jefremowitsch Woroschilow“ und fungierte danach zwischen Juni 1948 und Juni 1954 als Kommandeur der Artillerie des Belorussischen Militärbezirks. Von Juni 1954 bis Mai 1961 war er Kommandeur der Artillerie des Leningrader Militärbezirks, wurde am 18. Februar 1958 zum Generaloberst der Artillerie befördert und war zugleich zwischen August 1958 und Mai 1961 Mitglied des Militärrates des Leningrader Militärbezirks. Er befand sich von Mai bis August 1961 in einer weiteren Wartestellung zur besonderen Verfügung des Oberbefehlshabers der Landstreitkräfte der UdSSR, Marschall Wassili Iwanowitsch Tschuikow, und war abschließend von August 1961 bis zu seinem Tod Leiter der 1. Abteilung der Leningrader Artillerie-Akademie „Michail Iwanowitsch Kalinin“. Nach seinem Tod am 26. April 1964 wurde er auf dem Bogoslowskoje-Friedhof in Leningrad beigesetzt.

## Auszeichnungen
- Held der Sowjetunion
- Leninorden (3 ×)
- Rotbannerorden (4 ×)
- Suworow-Orden II. Klasse

## Hintergrundliteratur
- Charles D. Pettibone: The Organization and Order of Battle of Militaries in World War II. Union of Soviet Socialist Republics, Band V, Buch B, 2009, ISBN 978-1-4269-7815-9